# The Melbourne Cup
The Melbourne Cup er en australsk stumfilm fra 1896 af Marius Sestier og Henry Walter Barnett.